# Ganachilla zhenyuanensis
Ganachilla zhenyuanensis är en insektsart som beskrevs av Wang och Huang 1988. Ganachilla zhenyuanensis ingår i släktet Ganachilla och familjen vedstritar. Inga underarter finns listade i Catalogue of Life.